# 博比·赫尔利
罗伯特·马修·赫尔利（英語：Robert Matthew Hurley，1971年6月28日—）是美国NBA联盟职业篮球运动员。他在1993年的NBA选秀中第1轮第7顺位被萨克拉门托国王选中。